# تشارلز موراي (كاتب)
تشارلز موراي (بالإنجليزية: Charles Murray)‏ هو صحفي وعالم سياسة ومؤلف وكاتب أمريكي، ولد في 8 يناير 1943 في نيوتن في الولايات المتحدة. قُرئ ونُوقش كتابه «فقدان الأساس: السياسة الاجتماعية الأمريكية 1950-1980» (1984)، والذي ناقش نظام الرعاية الأمريكية بين عامي 1950 و1980، وأثر على سياسة الحكومة، على نطاق واسع. كتب أيضًا الكتاب المثير للجدل «منحنى الجرس» عام 1994، مع ريتشارد هيرنشتاين، الذي يزعم فيه أن الذكاء هو مؤشر أفضل من الوضع الاجتماعي الاقتصادي للأبوين أو مستوى التعليم للعديد من المحصلات الفردية بما في ذلك الدخل، والأداء الوظيفي، والحمل خارج إطار الزواج، والجريمة، وأن برامج الرعاية الاجتماعية وجهود التعليم لتحسين المحصلات الاجتماعية للأقل حظًا تُهدر إلى حد كبير.
كانت أكثر الكتب اللاحقة نجاحًا والتي قدمها موراي هي «الإنجاز البشري: السعي إلى التفوق في الفنون والعلوم، 800 قبل الميلاد إلى 1950» عام 2003، وكتاب «التفكك: حالة أمريكا البيضاء، 1960–2010» عام 2012. نشر عشرات الكتب والمقالات على مدى حياته المهنية. اتُّهم بتعزيز العنصرية العلمية.
موراي هو باحث «دبليو إتش برادي» في المعهد الأمريكي لأبحاث السياسة العامة، وهو مجمع تفكير محافظ، في واشنطن العاصمة.

## نشأته
وُلد موراي في نيوتن بولاية آيوا، وهو من أصل اسكتلندي أيرلندي، ونشأ في عائلة مؤيدة للجمهوريين «كنوع عائلة نورمان روكويل» التي شددت على المسؤولية الأخلاقية. هو ابن فرنسيس بي (نيه باتريك) وآلان بي موراي، مدير شركة مايتاج. كان شبابه يتسم بقدرته على الإدراك أو الشعور بالخداع والتمرد. أثناء مراهقته، لعب البلياردو في محل للأحداث الجانحين، وطور مهارات المناقشة، وتبنى النقابات العمالية (على الرغم من انزعاج والديه)، وفي إحدى المناسبات، أشعل ألعابًا نارية مربوطة بصليب وضعه بجانب مركز الشرطة.
ينسب مواري الفضل لاختبار سات لمساعدته على الخروج من مدينة نيوتن إلى جامعة هارفارد. إذ كتب: «بالعودة لعام 1961، ساعدني الاختبار على إدخالي هارفارد من بلدة صغير في آيوا من خلال منحي طريقة لأظهر مقدرتي على المنافسة مع المتقدمين من الأكاديميتين إكستر وأندوفر». «منذ ذلك الحين، رأيت اختبار سات كصديق للرجل الصغير، تمامًا كما قال جيمس براينت كونانت، رئيس جامعة هارفارد، إنه سيكون ذلك عندما حث الدولة على إجراء سات في الأربعينات من القرن العشرين». مع ذلك، اقترح موراي في افتتاحية رأي نُشرت في صحيفة نيويورك تايمز في 8 مارس 2012، إلغاء دور سات في القبول بالكليات، مشيرًا إلى أن سات «أضحت رمزًا لامتياز الطبقة العليا، يفترض الشعب أيضًا (وإن أخطأ) أن الدرجات العالية تُشترى من خلال إمكانات المدارس الخاصة والبرامج المكلفة للتحضير للاختبارات».
حصل موراي على شهادة البكالوريس في التاريخ من هارفارد عام 1965، وشهادة الدكتوراه في العلوم السياسية من معهد ماساتشوستس للتكنولوجيا عام 1974.
هيئة السلام
غادر موراي إلى هيئة السلام في تايلاند عام 1965، مقيمًا في الخارج لمدة ست سنوات. في بداية هذه الفترة، أحب موراي معلمة اللغة خاصته، البوذية التايلاندية (في هاواي)، ساتشارت ديج أودوم، ابنة رجل أعمال تايلاندي ثري، الذي «وُلد بيد واحدة وعقل حاد بما يكفي ليتفوق على بقية البلاد في اختبار القبول الجامعي». تقدّم لها موراي بعد ذلك عبر البريد من تايلاند، وبدأ زواجهما في العام التالي، وهي الخطوة التي يعتبرها موراي الآن حركة تمرد شبابية. قال «سأتزوج من بوذية تايلاندية ذات يد واحدة». «لم تكن هذه زوجة الابن الاعتيادية لتقديم نفسها لزوجين من آيوا -يقصد والديه-».
يعزو موراي وقته الذي أمضاه في هيئة السلام في تايلاند إلى اهتمامه الدائم بآسيا. يقول موراي «هناك جوانب من الثقافة الآسيوية، كما تُعاش، جعلتني رغم ذلك أفضل الثقافة الغربية، بعد 30 عامًا من آخر مرة عشت فيها في تايلاند». «اثنان من أبنائي نصف آسيويين. بصرف النظر عن هذه الجوانب الشخصية، ظننت دائمًا أن للحضارتين الصينية واليابانية عناصر تمثل قمة الإنجاز البشري في مجالات معينة».
انتهت فترة خدمته مع هيئة السلام في عام 1968، وخلال الفترة المتبقية من عمله في تايلاند، عمل في برنامج سري لمكافحة التمرد التابع للمعاهد الأمريكية للأبحاث بالتعاون مع وكالة الاستخبارات المركزية (السي آي إيه).
استذكر موراي وقته في تايلاند في حلقة عام 2014 من برنامج «محادثات مع بيل كريستول»، إذ أشار موراي إلى أن نظرته إلى العالم تشكلت أساسًا خلال وقته الذي أمضاه هناك. «أساسًا، معظم ما تقرؤه في كتبي، هو ما تعلمته في القرى التايلاندية». وتابع قائلًا: «فجأة دُهشت بالاختلاف الهائل بين ما تعتقد بانكوك أنه مهم لأهالي القرى وما أراده أهالي القرى من الحكومة. والشيء الثاني الذي خرجت به، أنه عندما ظهر عامل تغيير من الحكومة، ذهبت القرية إلى الجحيم على أساس حكمها الداخلي».
أدى عمل موراي في هيئة السلام وما تلاه من البحث الاجتماعي في تايلاند لشركات البحث المرتبطة بالحكومة الأمريكية، إلى موضوع رسالة الدكتوراه في العلوم السياسية في معهد ماساتشوستس للتكنولوجيا، إذ عارض التدخل البيروقراطي في حياة أهالي القرى التايلنديين.

## طلاقه وزواجه الثاني
بحلول ثمانينيات القرن العشرين، ظل زواجه من ساتشارت ديج أودوم غير سعيد لسنوات، ولكن «دروس طفولته حول أهمية المسؤولية جذبته ببطء إلى فكرة أن الطلاق بديل مشرف، لا سيما مع أطفال صغار معنيين».
طلق موراي ساتشارت ديج أودوم بعد أربع عشرة سنة من الزواج، وبعد ثلاث سنوات تزوج كاترين بلاي كوكس (وُلدت عام 1949، في نيتون، آيوا)، أستاذة الأدب الإنجليزي في جامعة روتجرز. كانت كوكس متشككة في البداية، عندما رأت خياراته المحافظة في القراءة، إذ قضت ساعات طوال «في محاولة للتوفيق بين وجهات نظره الصادمة وبين ما رأت أنه يمثل أخلاقه وأدبه الشديد». في عام 1989، اشترك موراي وكوكس في تأليف كتاب عن برنامج أبولو: «أبولو: سباق إلى القمر». يشارك موراي اجتماع جمعية الأصدقاء الدينية (إذ إن كوكس عضو فيه) في فرجينيا، ويعيشون في مقاطعة فريدريك (ماريلاند)، بالقرب من واشنطن العاصمة.
لدى موراي أربعة أطفال، اثنان من كل زوجة. تحولت زوجته الثانية كاثرين بلاي كوكس إلى الكويكرية منذ عام 2014، في حين كان موراي يعتبر نفسه لاأدريًا.

## كتابات الرأي
نشر موراي مقالات رأي في كل من مجلات ذا نيو ريببلك، وكومينتاري، وناشيونال ريفيو، وجريدتي ذا ببلك إنترست، ووول ستريت جورنال، وصحيفتي النيويورك تايمز، والواشنطن بوست. كان شاهدًا أمام لجان مجلس النواب ومجلس الشيوخ الأمريكي، ومستشارًا لكبار مسؤولي الحكومة من الحزب الجمهوري في الولايات المتحدة، وغيرهم من المسؤولين المحافظين في المملكة المتحدة وأوروبا الشرقية وبلدان من منظمة التعاون الاقتصادي والتنمية.
في عدد أبريل لعام 2007 من مجلة كومينتاري، كتب موراي عن التمثيل غير المتناسب لليهود في صفوف المتفوقين البارزين تحت عنوان «العبقرية اليهودية»، ويقول إن أحد الأسباب هو «تبين أن لديهم متوسط ذكاء غير معتاد قياسًا إلى اختبارات الذكاء منذ اختبار أول عينات يهودية». يختتم مقاله جازمًا: «في هذه المرحلة، أتخذ ملاذًا في افتراضي المتبقي، شحيح بشكل فريد ومفحم بسعادة، اليهود هم شعب الله المختار».
في عدد يوليو/أغسطس 2007 من مجلة ذا أمريكان الصادرة من المعهد الأمريكي لأبحاث السياسة العامة، يقول موراي إنه غير رأيه في اختبارات السات وإنه يجب إلغاؤها: «ربما قدم اختبار سات مساهمة مستقلة مهمة في توقع أداء الكلية في السنوات السابقة، ولكن عندما أجريت الأبحاث في النصف الأخير من تسعينيات القرن العشرين، كان الاختبار قد أتلِف من قبل الصواب السياسي. يدعو موراي إلى الاستعاضة عن نظام سات التقليدي باختبارات التحصيل لمجلس الكلية: «الحقيقة التجريبية المدهشة هي أن اختبار سات لا لزوم له إن كان الطلاب مطالبين بإجراء اختبارات التحصيل».
في يونيو 2016، كتب موراي عن أن استبدال الرعاية الاجتماعية بالراتب الأساسي، هو أفضل طريقة للتكيف مع «سوق الوظائف الأمريكي المتغير جذريًا».

## وصلات خارجية
- تشارلز موراي على موقع إن إن دي بي (الإنجليزية)